# Oscar Kapskarmo
Oscar Kapskarmo, né le 5 janvier 2000 à Hattfjelldal en Norvège, est un footballeur norvégien, qui évolue au poste d'avant-centre au FK Bodø/Glimt.

## Biographie

### En club
Né à Hattfjelldal en Norvège, Oscar Kapskarmo commence le football avec le club local de l'Hattfjelldal IL avant de jouer dans les divisions inférieures du championnat norvégien, de la cinquième à la troisième division avec le Mosjøen IL (en), puis le IK Junkeren (en). 
Le 30 août 2023, Oscar Kapskarmo rejoint le FK Bodø/Glimt. Il signe un contrat courant jusqu'en décembre 2024,.
Kapskarmo inscrit son premier but en coupe d'Europe le 30 novembre 2023, lors d'un match de groupe de la Ligue Europa Conférence 2023-2024 face au FC Lugano. Entré en jeu, il participe à la victoire de son équipe par cinq buts à deux, synonyme de qualification pour la phase à élimination de la compétition.
Il est sacré Champion de Norvège en 2023.
Le 23 décembre 2023, Kapskarmo prolonge son contrat avec le FK Bodø/Glimt après avoir convaincu lors de ses premiers mois au club avec un total de deux buts en quatorze matchs toutes compétitions confondues. Il est ainsi lié au club jusqu'en décembre 2027,.

## Palmarès
FK Bodø/Glimt
- Championnat de Norvège (1) :
  - Champion : 2023.